# 상륙정
상륙정 또는 랜딩 크래프트(landing craft)는 상륙 작전 중에 상륙군(보병 및 차량)을 바다에서 해안으로 운반하는 데 사용되는 보트 및 바지선과 같은 중소형 해상 선박이다. 상륙용 주정, 상륙주정, 보병상륙정 등 여러 용어로 불린다. 이 용어는 더 큰 상륙함을 제외한다. 상륙정의 생산은 제2차 세계대전 중에 최고조에 달했으며, 영국과 미국에서 다양한 디자인이 대량으로 생산되었다.
적절한 해변으로 달려가야 했기 때문에 제2차 세계대전 상륙정은 바닥이 편평했고 많은 디자인이 평평한 전면을 가졌으며 보통 활 모양이 아닌 낮출 수 있는 경사로가 있는 경우가 많았다. 이로 인해 제어하기가 어려워지고 거친 바다에서 매우 불편해졌다. 제어 지점(control point)은 일반적으로 엔진과 마찬가지로 선박의 맨 뒤쪽에 있었다.

## 역사
항해 당시에는 배의 보트가 상륙정으로 사용되었다. 이 노 젓는 배는 해병대가 사실상 경보병이었던 시대에 비효율적이긴 했지만 충분했고, 장비가 덜 갖춰진 원주민 적군을 상대로 먼 식민지에서 소규모 작전에 주로 참여했다.
상당한 양의 화물을 운반하고 군대를 미개발 해안에 직접 상륙시켜 피사과(1879)에 상륙하는 동안 상륙작전을 지원하기 위해 칠레 정부는 찰라나스(Chalanas)라고 불리는 바닥이 평평한 상륙정을 건조했다. 1차 상륙에서는 1,200명을 수송했고, 2차 상륙에서는 2시간도 채 되지 않아 600명을 승선시켰다.:40

## 같이 보기
- 상륙함
- 전차상륙함
- 고준봉급 전차상륙함
- 강습상륙함